# Валчелеле (Вранча)
Валчелеле (рум. Vâlcelele) насеље је у Румунији у округу Вранча у општини Корбица. Oпштина се налази на надморској висини од 173 m.

## Становништво
Према подацима из 2002. године у насељу је живело 57 становника, од којих су сви румунске националности.